# U–110
Az U–110 tengeralattjárót a német haditengerészet rendelte a brémai AG Wessertől 1938. május 24-én. A hajót 1940. november 21-én állították szolgálatba. Két harci küldetése volt, három hajót süllyesztett el. A britek 1941. május 9-én elfoglalták, és megszerezték az Enigma rejtjelező gépet a fedélzetéről.

## Pályafutása

### Az első őrjárata
Az U–110 1941. március 9-én futott ki az első őrjáratára Kielből; a kapitánya Fritz-Julius Lemp volt. Március 13-án Izlandtól délre megtorpedózta az Arubából Croytonba tartó, olajszármazékokat szállító brit tankert, az Erodonát. A hajó kigyulladt, és az 56 fős legénység 21 életben maradt tagja elhagyta. – Miután a tűz kialudt, a tankert Reykjavíkba, majd Blyth-ba vontatták, és 1944 februárjában, hosszas javítás után, ismét szolgálatba állították.
Március 23-án a tengeralattjáró megtámadta a kíséret nélkül haladó, négyezer tonna vasércet szállító norvég Siremalmot. Az első két torpedó elkerülte a hajót, a harmadik viszont a gépháznál csapódott be, de nem robbant fel. Ezután a németek a fedélzeti löveggel támadtak, de az első lövedék az ágyúcsőben robbant, mert elfelejtették kivenni a vízzáró dugót. Ezt követően a 37 és 20 mm-es légelhárító gépágyúkkal nyitottak tüzet a Siremalmra, viszont a hajónak sikerült megszöknie. Az U–110 nem tudta üldözni, mert a fedélzeti robbanás olyan károkat okozott, hogy vissza kellett térniük Németországba.

### A második őrjárata
1941. április 15-én a tengeralattjáró kifutott a második harci küldetésére, ami egyben az utolsó lett. Április 27-én Írországtól nyugatra megtorpedózta a 3150 tonna mangánérccel Nagy-Britanniába tartó Henri Moryt. A gőzös kevesebb, mint négy perc alatt elsüllyedt, a 32 fős legénységből 28-an meghaltak. A németek kikérdezték a mentőcsónakban ülőket, majd egy üveg konyakot adtak nekik.
Május 9-én, a West farkasfalka részeként az U–110 az OB–318-as konvoj ellen indult. Két hajót süllyesztett el, a Bengore Headet és az Esmondot. Ezután a brit hadihajók mélységi bombákkal megtámadták a tengeralattjárót, ami a sérülései miatt kénytelen volt felemelkedni. Miután a legénység elhagyta a hajót, a brit haditengerészek elfoglalták, és megszerezték onnan az Enigmát. A német tengerészek közül 15-en elestek, köztük Fritz-Julius Lemp kapitány is, a többieket, 32 embert a háború végéig Izlandon tartották fogolyként.

## Kapitány
| Név               | Kezdőnap           | Zárónap        |
| ----------------- | ------------------ | -------------- |
| Fritz-Julius Lemp | 1940. november 21. | 1941. május 9. |

## Őrjáratok
| Indulás | Indulónap         | Érkezés | Zárónap           |
| ------- | ----------------- | ------- | ----------------- |
| Kiel    | 1941. március 9.  | Lorient | 1941. március 29. |
| Lorient | 1941. április 15. | *       | 1941. május 9.    |

* A hajó nem érte el úti célját, elsüllyesztették

## Elsüllyesztett és megrongált hajók
| Dátum             | Hajó neve    | Nemzetisége        | Brt  |
| ----------------- | ------------ | ------------------ | ---- |
| 1941. március 16. | Erodona*     | Egyesült Királyság | 6207 |
| 1941. március 23. | Siremalm*    | Norvégia           | 2468 |
| 1941. április 27. | Henri Mory   | Egyesült Királyság | 2564 |
| 1941. május 9.    | Bengore Head | Egyesült Királyság | 2609 |
| 1941. május 9.    | Esmond       | Egyesült Királyság | 4976 |

* A hajó nem süllyedt el, csak megrongálódott